# Dia Internacional de la Solidaritat Humana
El Dia Internacional de la Solidaritat Humana (DIH), que se celebra el 20 de desembre, és un dia internacional anual de la unitat de les Nacions Unides i els seus estats membres. El seu principal objectiu és reconèixer el valor universal de la solidaritat fent que els estats membres siguin conscients dels objectius i les iniciatives globals per reduir la pobresa i formular i compartir estratègies de reducció de la pobresa de les nacions independents d'arreu del món. L'IHSD està promogut pel Fons Mundial de Solidaritat i el Programa de les Nacions Unides per al Desenvolupament, que se centren en assolir els objectius establerts per a l'erradicació de la pobresa a tot el món. Una persona pot participar o celebrar el dia, sigui contribuint a l'educació o ajudant els pobres o les persones amb discapacitat física o mental. En canvi, s'anima els governs a respondre a la pobresa i altres barreres socials a través dels Objectius de Desenvolupament Sostenible.

## Context
El Dia Internacional de la Solidaritat Humana es va establir en el marc de la Declaració del Mil·lenni de les Nacions Unides, que determina els drets civils i polítics d'un individu en l'era moderna mitjançant l'establiment de relacions exteriors entre els estats membres i l'ONU. Va ser introduït per l'Assemblea General durant la Cimera Mundial de 2005 i establert formalment el 22 de desembre de 2005 mitjançant la resolució 60/209, que va reconèixer la solidaritat com un valor fonamental i universal.
Segons les Nacions Unides, el Dia Internacional de la Solidaritat Humana és
| «                                    | * Un dia per celebrar la nostra unitat en la diversitat. - Un dia per recordar als governs que han de respectar els seus compromisos amb els acords internacionals. - Un dia per sensibilitzar al públic sobre la importància de la solidaritat. - Un dia per fomentar el debat sobre les maneres de promoure la solidaritat per a l'assoliment dels Objectius de Desenvolupament Sostenible, entre d'altres, l'objectiu de posar fi a la pobresa. - Un dia per actuar i cercar noves iniciatives per a l'erradicació de la pobresa. La celebració d'aquest dia va arribar després que els líders mundials adoptessin els Objectius de Desenvolupament Sostenible (ODS), que constitueixen un programa nou i inclusiu —després dels Objetius de Desenvolupament del Mil·lenni (ODM)— per a erradicar la pobresa, protegir el planeta i garantir la dignitat para tothom. El nou programa dels Objectius de Desenvolupament Sostenible posa al centre a la persona i al planeta, es recolza en els drets humans i està recolzat per una aliança mundial decidida a ajudar a la gent a superar la pobresa, la fam i les malalties. Es forjarà per tant sobre la base d'una cooperació i solidaritat mundials. | » |
| — Organització de les Nacions Unides | |   |

## Temes
| Any  | Tema                                                                                             |
| ---- | ------------------------------------------------------------------------------------------------ |
| 2018 | "What does SOLIDARITY mean to you?"                                                              |
| 2017 | "What does SOLIDARITY mean to you?"                                                              |
| 2016 | "What does SOLIDARITY mean to you?"                                                              |
| 2015 | "Prosperitat i progrés compartits i basats en la solidaritat mundial"                            |
| 2014 | "Avancem units: La solidaritat és la base del programa de desenvolupament per a després de 2015" |
| 2013 | "Superar les distàncies per a assolit els Objectius de Desenvolupament del Mil·lenni"            |
| 2012 | "Aliança mundial per al fonament de la prosperitat solidària"                                    |
| 2010 | "Estendre una mà als nostres veïns"                                                              |
| 2009 | "Dia Internacional de la Solidaritat Humana 2009"                                                |
| 2006 | "Dia Internacional de la Solidaritat Humana 2006"                                                |